# Georg Snay

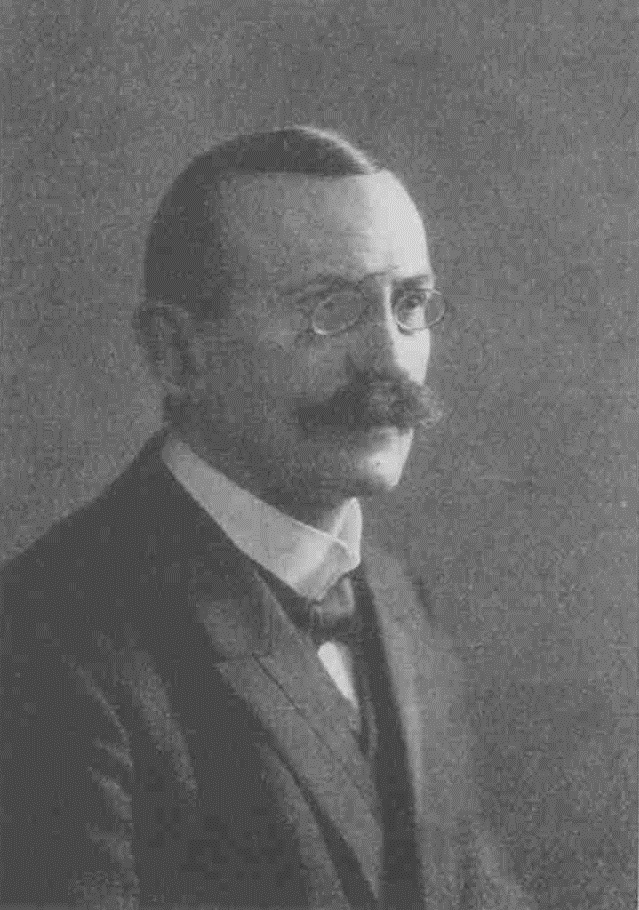
Georg Snay (1862–1930), Oberbürgermeister von Görlitz

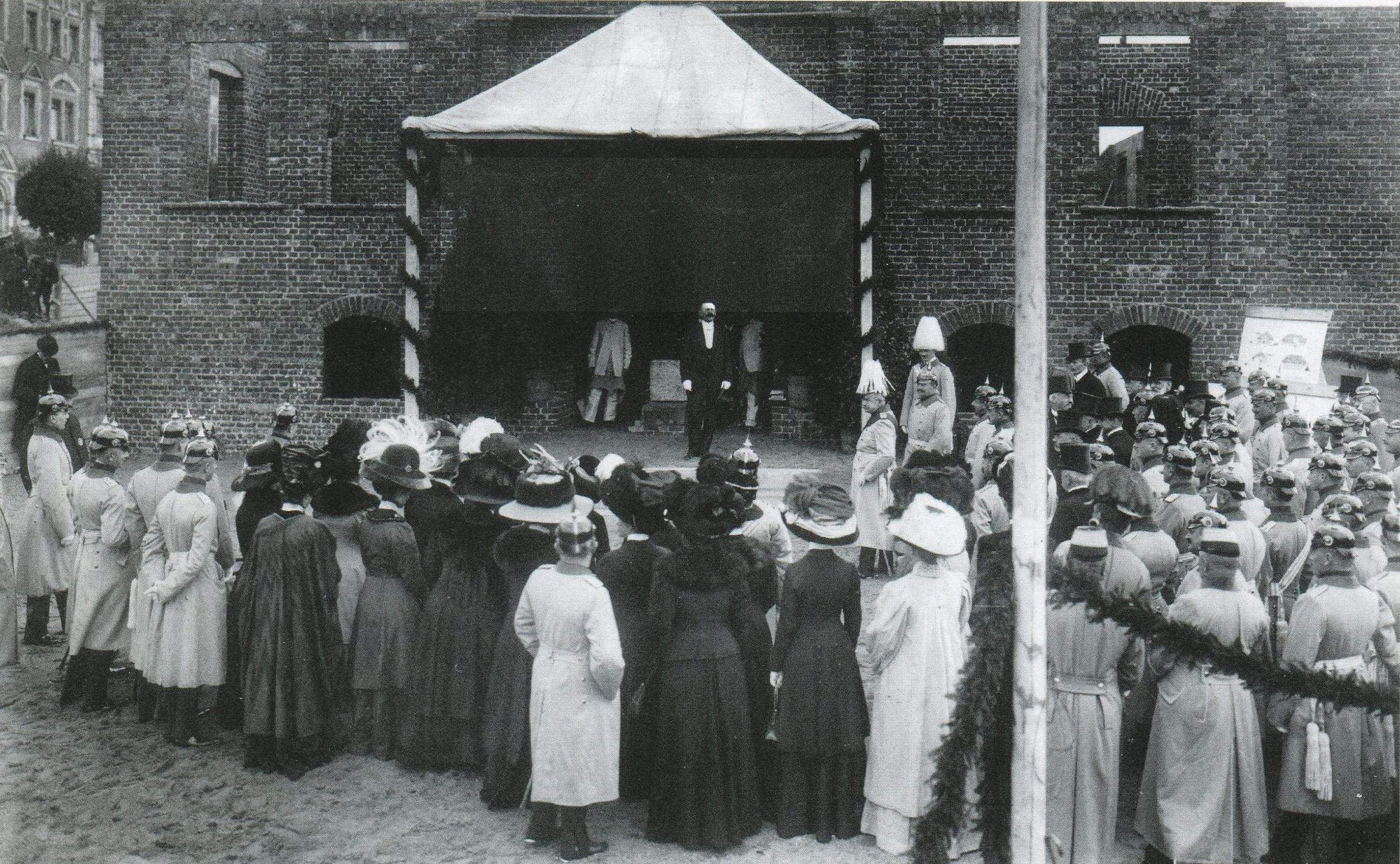
Rede Snays zur Grundsteinlegung des Regimentshauses am Görlitzer Friedrichsplatz, 1910

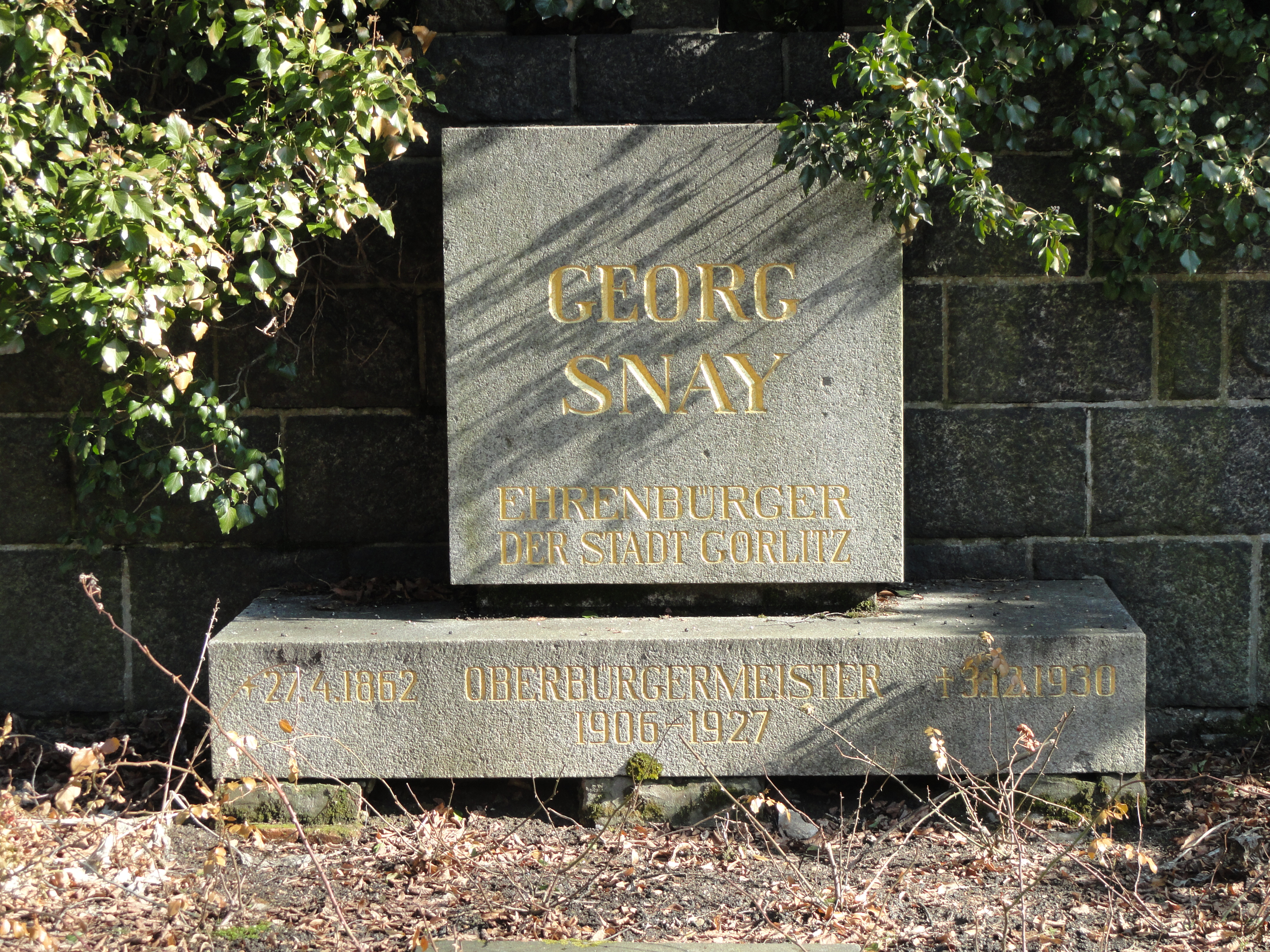
Grabstelle Snays auf dem Alten Friedhof

Georg Snay (* 27. April 1862 in Minkowsky, Landkreis Namslau; † 3. Dezember 1930 in Görlitz) war ein deutscher Politiker der DDP, langjähriger Oberbürgermeister der Stadt Görlitz und Vertreter seiner Stadt im Preußischen Herrenhaus.

## Leben
Seine Eltern waren der Wirtschafts-Direktor Carl Snay und dessen Ehefrau Karoline, geb. Chorus. Er besuchte das Maria-Magdalenen-Gymnasium in Breslau und legte dort 1881 das Abitur ab. Danach begann er in Breslau mit dem Studium der Rechtswissenschaften und bestand 1889 in Berlin das Assessorexamen. Es folgten Tätigkeiten als Jurist in Groß Strehlitz, Bernstadt und Namslau. 1890 heiratete er Agnes Buthut, die Tochter eines Bernstädter Justizrats.
1901 zog er wegen der Schulbildung seiner beiden Kinder nach Görlitz. Dort wurde er 1904 zweiter Bürgermeister und im Mai 1906 Oberbürgermeister. Dieses Amt bekleidete er bis zu seinem Ruhestand 1927. Er erhielt das Ehrenbürgerrecht der Stadt. In dem einstigen Stadtteil östlich der Neiße wurde zu Ehren Snays der Park an der Oberlausitzer Ruhmeshalle nach ihm benannt.